# 天王の杜
天王の杜（または天王の森、てんおうのもり）とは、恩智神社の旧社地。お祭りの時のお旅所で、杜（森）とあるが、現在ほとんどが広場になっている。また、正確な時代・時期区分は現在不明である。

## 所在地
- 大阪府八尾市恩智中町3丁目
- 近鉄「恩智駅」から8分